# Plató (cràter)

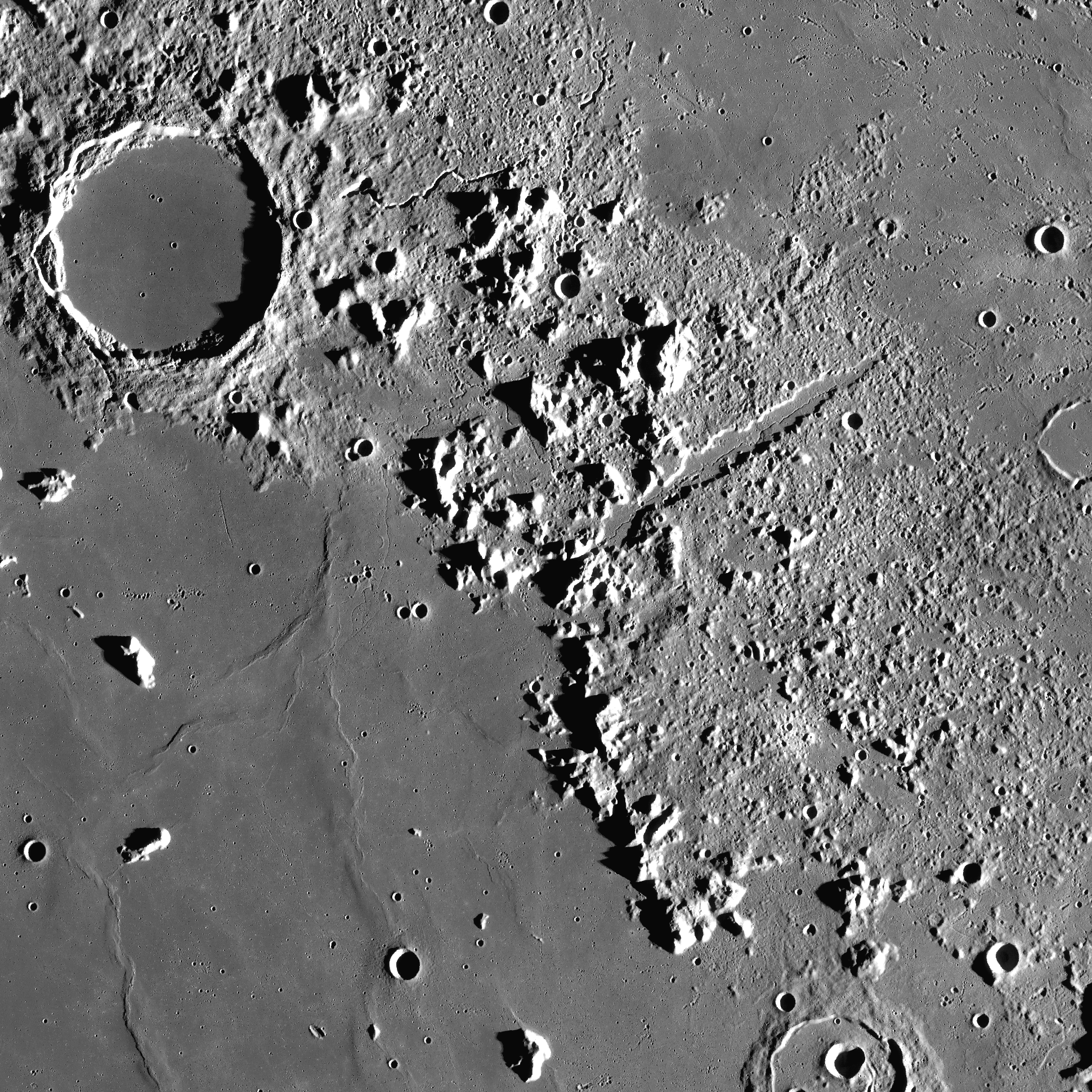
Vista a gran altura dels Montes Alpes, amb Plató en la cantonada superior esquerra de la imatge. Fotografia LRO

Plató és un cràter d'impacte de la Lluna que està situat entre el Mare Imbrium i el Mare Frigoris, en l'extrem oest de la serralada dels Montes Alpes. És un dels trets lunars més populars i observats, visible amb qualsevol tipus de telescopi.

Localització de Plató (meitar superior esquerra de la imatge)
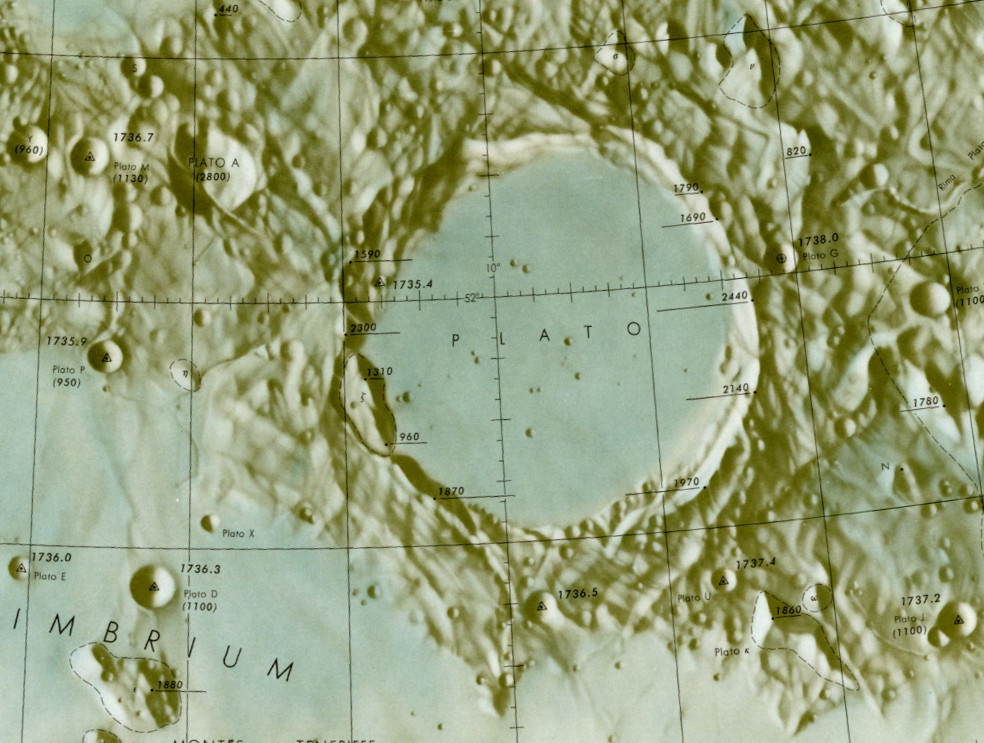
Plànol topogràfic de Plató (LAC 12)

L'astrònom Giovanni Riccioli va ser qui va assignar el seu nom actual al cràter en 1651, en referència al filòsof grec Plató.

## El cràter
El cràter és gairebé circular, encara que a causa de l'escorç sembla ovalat. Té 100 km de diàmetre i les seves parets una altitud de 1000 m, amb alguns pics que aconsegueixen els 2000 m, que projecten grans ombres sobre el fons del cràter, gràcies al que es pot observar tot el seu relleu.ref
El fons del cràter és pla, cobert per lava basáltica, d'un to molt més fosc que el dels mars contigus, motivant que l'astrònom Johannes Hevelius el bategés en 1647 com el “Gran Llac Negre”. En el sòl existeixen diversos cràters de petita grandària, el més gran dels quals té 3 km de diàmetre.
Les parets del cràter presenten diversos signes d'esfondrament. El més evident es troba en la muralla oest del cràter, consistent en un bloc triangular, anomenat Plató dseda, que s'ha desprès i ha caigut a l'interior, de manera que després d'ell queda un canó.
La formació de Plató segurament sigui posterior al naixement del Mare Imbrium, atès que el cràter no hauria pogut sobreviure a l'impacte que va formar la conca del mar fa 3850 milions d'anys. Les dades suggereixen que Plató es va formar i posteriorment es va inundar amb lava procedent del Mare Imbrium en l'interval que va entre 3850 i 3000 milions d'anys enrere.

## Fenòmens lunars transitoris
El cràter Plató és el que té més registres de fenòmens lunars transitoris des que es tenen notícies de l'existència d'aquest fenomen. Des de J.H.Schröter en 1788 es ve esmentant l'aparició de llums o centellejos en el seu fons, no faltant observadors que en 1867 veiessin en el seu fons grups de 4 fins a 21 llums, que augmentaven i disminuïen de lluentor alternativament amb el temps. En 1877 el Dr. Klein albiraria un estrany triangle lluminós en el mateix fons i H. P. Wilkins notificaria en 1944 la presència d'un punt de llum brillant en el cràter.
A més de les llums també s'han observat un altre tipus de fenòmens estranys, com a boirines esteses en el fons del cràter, emborronament aparent d'unes parts de la vora mentre que unes altres romanen molt bé definides, resplendors acolorides al llarg de la vora del cràter, etc.

## Galeria d'imatges

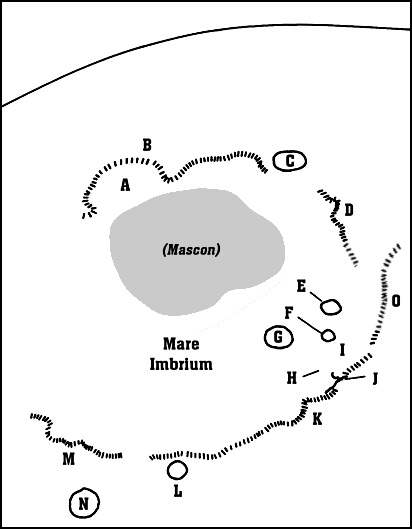
Croquis dels elements del Mare Imbrium. Plató apareix marcat amb la "C".
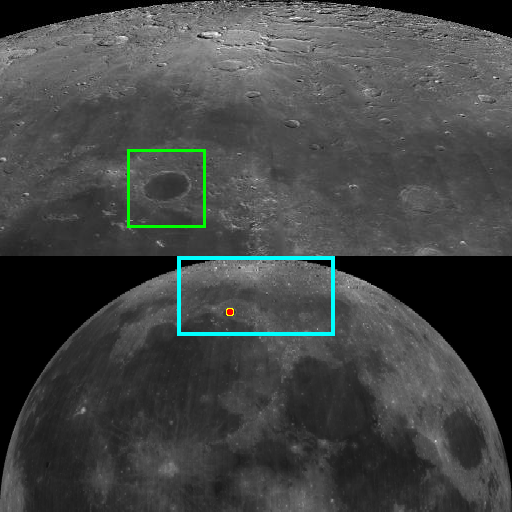
Localizacón de Plató sobre imatges de la missió Clementine.
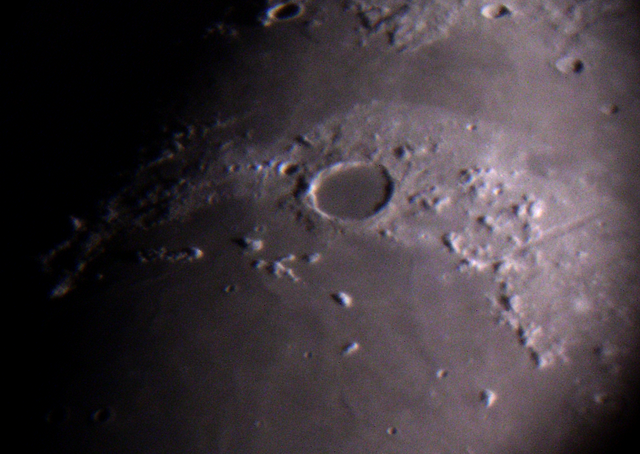
Plató (centre) en una fotografia telescòpica des de la Terra.
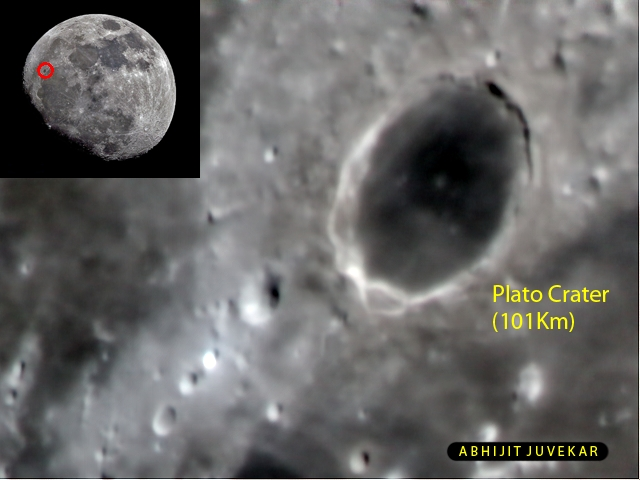
Una altra vista des de la Terra.
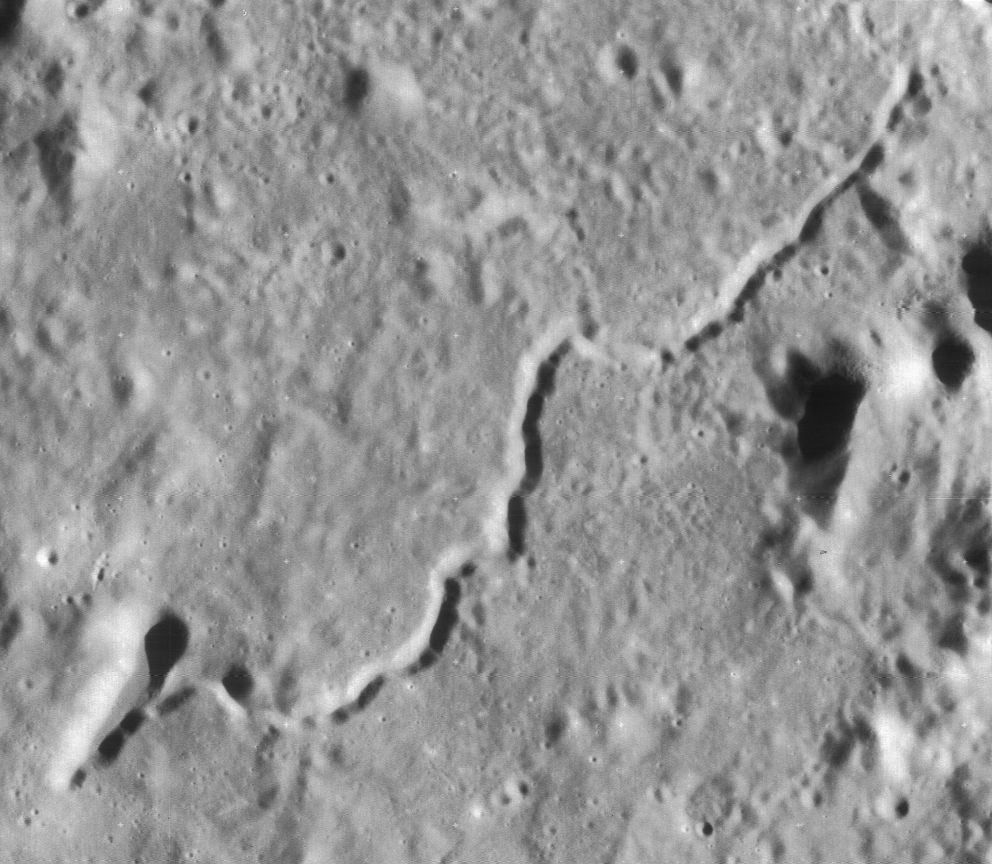
Rimae Plat (imatge Lunar Orbiter 4)
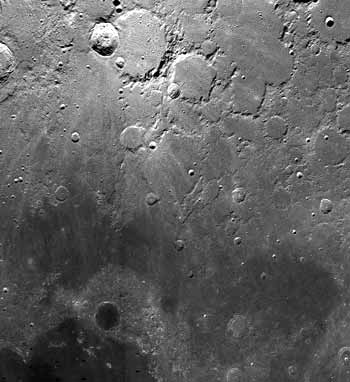
Foto del Mare Frigoris. Plató és la forma circular fosca al sud del mare.

## Cràters satèl·lit
Els cràters satèl·lit són petits cràters situats propers al cràter principal, rebent el mateix nom que aquest cràter acompanyat d'una lletra majúscula complementària (fins i tot si la formació d'aquests cràters és independent de la formació del cràter principal). Per convenció, aquestes característiques són identificades en mapes lunars posant la lletra en el costat del punt mitjà del cràter que es trobi més proper al cràter principal.
|  |  |

| Plat | Coordenades                          | Diàmetre |
| ---- | ------------------------------------ | -------- |
| B    | 53° 00′ N, 17° 12′ O / 53.0°N,17.2°O | 13 km    |
| C    | 53° 12′ N, 19° 24′ O / 53.2°N,19.4°O | 10 km    |
| D    | 49° 36′ N, 14° 30′ O / 49.6°N,14.5°O | 10 km    |
| E    | 49° 42′ N, 16° 12′ O / 49.7°N,16.2°O | 7 km     |
| F    | 51° 42′ N, 17° 24′ O / 51.7°N,17.4°O | 7 km     |
| G    | 52° 06′ N, 6° 18′ O / 52.1°N,6.3°O   | 8 km     |
| H    | 55° 06′ N, 2° 00′ O / 55.1°N,2.0°O   | 11 km    |
| J    | 49° 00′ N, 4° 36′ O / 49.0°N,4.6°O   | 8 km     |
| K    | 46° 48′ N, 3° 18′ O / 46.8°N,3.3°O   | 6 km     |
| KA   | 46° 48′ N, 3° 36′ O / 46.8°N,3.6°O   | 6 km     |
| L    | 51° 36′ N, 4° 18′ O / 51.6°N,4.3°O   | 10 km    |
| M    | 53° 06′ N, 15° 24′ O / 53.1°N,15.4°O | 8 km     |
| O    | 52° 18′ N, 15° 24′ O / 52.3°N,15.4°O | 9 km     |
| P    | 51° 30′ N, 15° 12′ O / 51.5°N,15.2°O | 8 km     |
| Q    | 54° 30′ N, 4° 48′ O / 54.5°N,4.8°O   | 8 km     |
| R    | 53° 48′ N, 18° 18′ O / 53.8°N,18.3°O | 6 km     |
| S    | 53° 48′ N, 14° 54′ O / 53.8°N,14.9°O | 6 km     |
| T    | 54° 30′ N, 11° 12′ O / 54.5°N,11.2°O | 8 km     |
| U    | 49° 36′ N, 7° 24′ O / 49.6°N,7.4°O   | 6 km     |
| V    | 55° 48′ N, 7° 24′ O / 55.8°N,7.4°O   | 6 km     |
| W    | 57° 12′ N, 17° 48′ O / 57.2°N,17.8°O | 4 km     |
| X    | 50° 06′ N, 13° 48′ O / 50.1°N,13.8°O | 5 km     |
| Y    | 53° 06′ N, 16° 18′ O / 53.1°N,16.3°O | 10 km    |

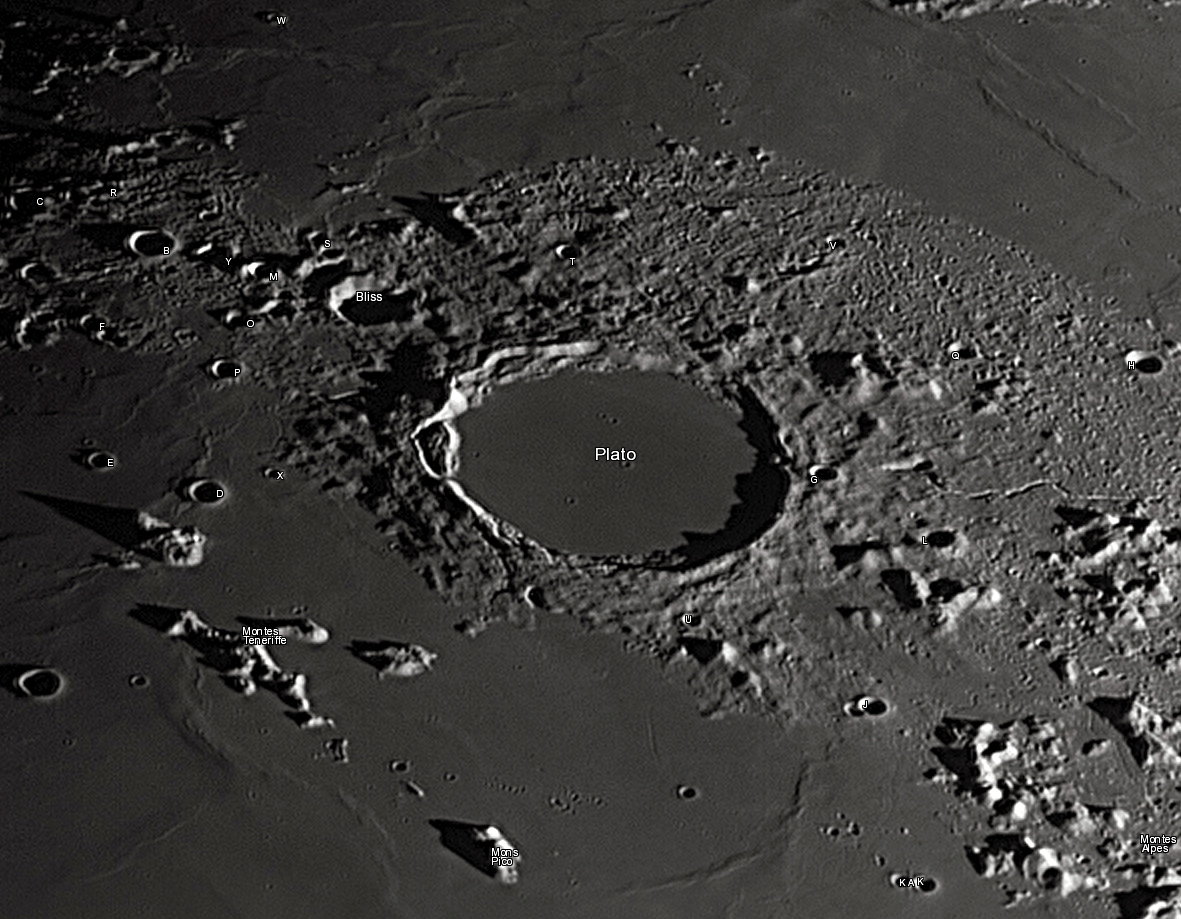
Cràter Plató i cràters satèl·lit.

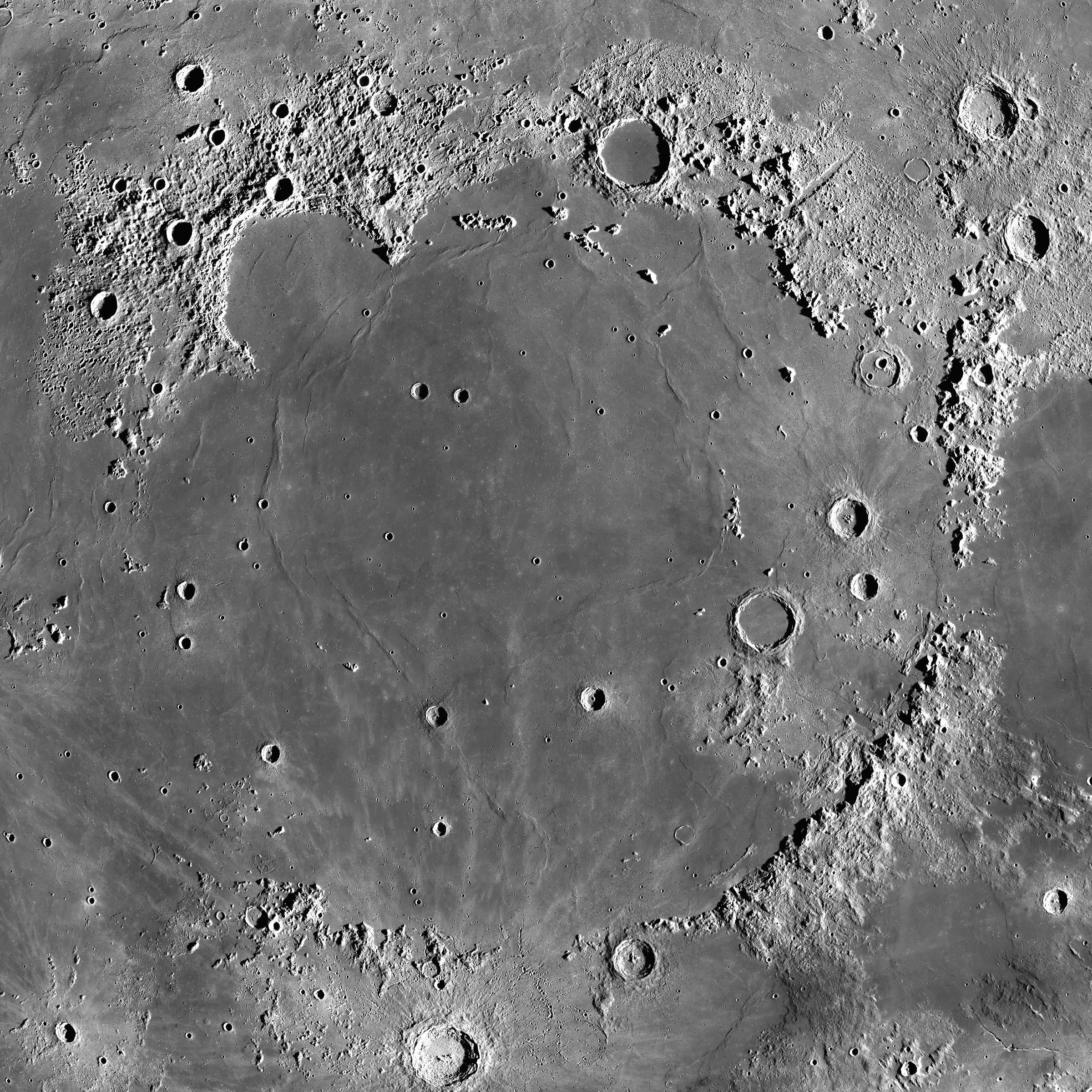
Vista general del Mare Imbrium, amb el cràter Plató en la part superior.

Els següents cràters han estat canviats el nom per la UAI:
- Plató A - Vegeu Bliss (cràter).

## En la ficció
- El cràter Plató és la localització d'un observatori en la novel·la d'Arthur C. Clarke Earthlight (1955); de la base lunar subterrània Hong Kong en la novel·la de Robert A. Heinlein La Lluna és una cruel amant (1966); i de la Base Lunar Alpha en la sèrie televisiva de ciència-ficció Space: 1999.
- Plató és el cràter de Matthew Looney i de Maria Looney, protagonistes de la sèrie de llibres infantils Looney (escrita per Jerome Beatty), ambientats en la Lluna.